# Maurice Journeau
Maurice Journeau (* 17. November 1898 in Biarritz; † 9. Juni 1999 in Versailles) war ein französischer Komponist und Pianist.
Journeau nahm ab April 1917 am Ersten Weltkrieg teil und musste dafür sein Studium unterbrechen, welches er in den Jahren 1920 bis 1922 an der École normale de musique de Paris und bei Nadia Boulanger, einer französischen Komponistin, fortsetzte.
Nach seiner Eheschließung wohnte Journeau zwischen 1926 und 1936 in Nizza, wo er Violin- und Klavierwerke verfasste, die von Gil Graven interpretiert wurden.
1936 übersiedelte er nach Paris, wo er die meisten seiner Werke (vorwiegend für Klavier, sein Lieblingsmusikinstrument) verfasste. In den 1950er Jahren wurden seine Werke auch öffentlich aufgeführt.

## Werke
- Klavierwerke
  - Valse
  - Deux mélodies
  - Fugue
  - Quatuor à cordes
  - Sur l'Etang
  - Pièces enfantines
  - Ronde enfantine
  - Humoresque
  - Suite pour les jeunes
  - Divertissement pour deux pianos
  - Simple Cantilène
  - Le Furet
  - Toccata
  - Impromptus

- Orgelwerke
  - Choral
  - Trois pièces, opus 32
  - Fond Sonore pour une messe basse
  - Simple Cantilène
  - Suite pour orgue
  - Fantaisie pour violon & orgue
  - Prière à la Vierge